# DC-univerzum
A DC-univerzum (angolul: DC Universe, röviden DCU) amerikai médiafranchise és kitalált univerzum, amely a DC Comics képregénykiadó karakterein alapul. A franchise-t James Gunn és Peter Safran, a DC Studios társelnökei és vezérigazgatói hozták létre. A DCU egyfajta újraindítása a korábbi DC-moziuniverzumnak (DCEU): bizonyos színészek és történetelemek megmaradnak, míg másokat teljesen elhagynak. A korábbi DC-adaptációkhoz képest a DCU egy összefüggő, egységes történetvilágot kínál, amely élőszereplős filmeket, sorozatokat, animációs projekteket és videojátékokat is magában foglal. Az olyan DC-projektek, amelyek nem illeszkednek ebbe a kontinuitásba, „DC Elseworlds” néven futnak.
Miután a Discovery, Inc. és a WarnerMedia egyesült, létrehozva a Warner Bros. Discovery (WBD) vállalatot, a vezérigazgató David Zaslav bejelentette, hogy meg kívánja újítani a DC márkát, miután a DCEU negatív fogadtatásban részesült. Gunn és Safran 2022 novemberében kapták meg a DC Studios irányítását, miután dolgoztak a DCEU több projektjén is (pl. The Suicide Squad – Az öngyilkos osztag és Peacemaker – Békeharcos). Ezután hónapokat töltöttek írók egy csoportjával, hogy kidolgozzák az új univerzum történetívét, amelyben ismert és kevésbé ismert DC-karakterek is szerepelnek. Néhány, még fejlesztés alatt álló DCEU-projektet töröltek, hogy helyet adjanak új koncepcióknak, míg másokat (például a Peacemakert) megtartották a DCU keretein belül. Egyes korábbi színészek visszatérnek szerepeikben, másokat újracastingolnak. Gunn és Safran hangsúlyozták, hogy a történetmesélésre helyezik a hangsúlyt, nem a kiadási határidők kényszereire.
A DCU története fejezetekre oszlik, az első az Istenek és szörnyek címet viseli, és 2024-ben indult a Különc Kommandó animációs sorozattal. A fejezet első filmje, Superman, amit Gunn és Safran a DCU valódi kezdetének tekintenek.

## Filmek
| Film                              | Bemutató                          | Hazai bemutató                    | Rendező                           | Író                               | Producer                                             | Státusz                           |
| Első fejezet: Istenek és szörnyek | Első fejezet: Istenek és szörnyek | Első fejezet: Istenek és szörnyek | Első fejezet: Istenek és szörnyek | Első fejezet: Istenek és szörnyek | Első fejezet: Istenek és szörnyek                    | Első fejezet: Istenek és szörnyek |
| --------------------------------- | --------------------------------- | --------------------------------- | --------------------------------- | --------------------------------- | ---------------------------------------------------- | --------------------------------- |
| Superman                          | 2025. július 11.                  | 2025. július 10.                  | James Gunn                        | James Gunn                        | Peter Safran és James Gunn                           | Bemutatva                         |
| Supergirl                         | 2026. június 26.                  |                                   | Craig Gillespie                   | Ana Nogueira                      | Peter Safran és James Gunn                           | Utómunka                          |
| Clayface                          | 2026. szeptember 11.              |                                   | James Watkins                     | Mike Flanagan és Hossein Amini    | James Gunn, Peter Safran, Matt Reeves és Lynn Harris | Előgyártás                        |
| The Authority                     | N/A                               | N/A                               | N/A                               | N/A                               | N/A                                                  | Fejlesztés alatt                  |
| The Brave and the Bold            | N/A                               | N/A                               | Andy Muschietti                   | N/A                               | James Gunn, Peter Safran és Barbara Muschietti       | Fejlesztés alatt                  |
| Swamp Thing                       | N/A                               | N/A                               | James Mangold                     | James Mangold                     | N/A                                                  | Fejlesztés alatt                  |

## Televíziós sorozatok
| Magyar cím Eredeti cím             | Évad                              | Évad                              | Epizódok                          | Eredeti sugárzás                  | Eredeti sugárzás                  | Magyar sugárzás                   | Magyar sugárzás                   | Showrunner                        | Státusz                           |
| Magyar cím Eredeti cím             | Évad                              | Évad                              | Epizódok                          | Évadpremier                       | Évadfinálé                        | Évadpremier                       | Évadfinálé                        | Showrunner                        | Státusz                           |
| Első fejezet: Istenek és szörnyek  | Első fejezet: Istenek és szörnyek | Első fejezet: Istenek és szörnyek | Első fejezet: Istenek és szörnyek | Első fejezet: Istenek és szörnyek | Első fejezet: Istenek és szörnyek | Első fejezet: Istenek és szörnyek | Első fejezet: Istenek és szörnyek | Első fejezet: Istenek és szörnyek | Első fejezet: Istenek és szörnyek |
| ---------------------------------- | --------------------------------- | --------------------------------- | --------------------------------- | --------------------------------- | --------------------------------- | --------------------------------- | --------------------------------- | --------------------------------- | --------------------------------- |
| Különc Kommandó Creature Commandos |                                   | 1.                                | 7                                 | 2024. december 5.                 | 2025. január 9.                   | 2024. december 5.                 | 2025. január 9.                   | Dean Lorey                        | Kiadva                            |
|                                    |                                   |                                   |                                   |                                   |                                   |                                   |                                   |                                   |                                   |
| Peacemaker – Békeharcos Peacemaker |                                   | 2.                                | 8                                 | 2025. augusztus 21.               | N/A                               | N/A                               | N/A                               | James Gunn                        | Utómunkálatok                     |
|                                    |                                   |                                   |                                   |                                   |                                   |                                   |                                   |                                   |                                   |
| Lanterns                           |                                   | 1.                                | 8                                 | N/A                               | N/A                               |                                   |                                   | Chris Mundy                       | Forgatás                          |
|                                    |                                   |                                   |                                   |                                   |                                   |                                   |                                   |                                   |                                   |
| Waller                             |                                   | 1.                                | N/A                               | N/A                               | N/A                               | N/A                               | N/A                               | Christal Henry és Jeremy Carver   | Előgyártás                        |
|                                    |                                   |                                   |                                   |                                   |                                   |                                   |                                   |                                   |                                   |
| Paradise Lost                      |                                   | 1.                                | N/A                               | N/A                               | N/A                               | N/A                               | N/A                               | N/A                               | Előgyártás                        |
|                                    |                                   |                                   |                                   |                                   |                                   |                                   |                                   |                                   |                                   |
| Booster Gold                       |                                   | 1.                                | N/A                               | N/A                               | N/A                               | N/A                               | N/A                               | N/A                               | Előgyártás                        |

## Videójátékok
A DCU kezdeti projektjeinek bejelentése után Gunn megerősítette, hogy a DCU történetébe új videojátékokat is terveznek és elmondta, hogy ezeket a játékokat új történetek elmesélésére fogják használni, amelyek áthidalhatják a filmek és a sorozatok közti szakadékot. Emellett úgy fejlesztik ki őket, hogy azok a nézők, akik nem játszanak is tudják követni a fő történetet. Várakozásai szerint a játékok elkészítése körülbelül négy évet vesznek igénybe.